# Fres (La Canée)
Fres, en grec moderne : Φρες est un village et une ancienne municipalité du district régional de Réthymnon, en Crète, en Grèce. Depuis la réforme du gouvernement local de 2011, il fait partie du dème d'Apokóronas, dont il est une unité municipale. Selon le recensement de 2011, la population de Fres compte 326 habitants,. Le village est situé à une distance de 30 km de La Canée et à une altitude de 220 m.

## Recensements de la population
| Recensements | 1900 | 1920 | 1928 | 1940 | 1951 | 1961 | 1971 | 1981 | 1991 | 2001 | 2011 |
| ------------ | ---- | ---- | ---- | ---- | ---- | ---- | ---- | ---- | ---- | ---- | ---- |
| Population   | 842  | 739  | 818  | 811  | 711  | 627  | 546  | 472  |      | 424  | 326  |

## Source de la traduction
- (el) Cet article est partiellement ou en totalité issu de l’article de Wikipédia en grec moderne intitulé « Φρες Χανίων » (voir la liste des auteurs).